# Pomacea dolioides
Pomacea dolioides es un molusco gastrópodo dulceacuícola anfibio de la familia Ampullariidae (=Pilidae), propio de los llanos (sabanas) de Venezuela y Colombia. Se le conoce con el nombre vernáculo de coroba. Como todos los representantes de la familia Ampullariidae, esta especie presenta una modificación en la aorta anterior que constituye una estructura denominada “ampulla”, estructura por la cual deriva el nombre de la familia, el segundo elemento que la caracteriza como un ampulárido es la presencia de un doble sistema de respiración donde se observa un branquia o ctenidio utilizada en la respiración acuática y un pulmón utilizado en la respiración aérea.

## Taxonomía y sistemática
Fue descrito por el naturalista británico Lowell Revee como Ampullaria dolioides en su obra “Conchologia Iconica” en 1856.

## Morfología General
Concha de forma globosa dextrógira, delgada algo frágil y la espira corta de vueltas convexas, de tamaño mediano los ejemplares más grande que reportado son 9 cm de longitud total. La vuelta del cuerpo es grande y expandida con el muy ombligo angosto y profundo como en casi todas las especies del subgénero Pomacea. La abertura de la concha es muy grande y ovalada. El opérculo es coriáceo, transparente y frágil. La coloración de la concha frecuentemente es olivácea, con bandas espirales de color castaño más o menos oscuras; aclarándose que la concha puede variar grandemente en lo que a forma y color se refiere. A esta especies se le suele confundir con Pomacea lineata, pudiéndose identificar ya que Pomacea dolioides la concha en más alargada. Aun así algunos autores sostienen que son la misma especie.
En el cuerpo de la Pomacea dolioides se pueden observar cuatro regiones:
- El pie el cual es musculoso y al que está unido el opérculo en su parte dorsal.

- La masa visceral donde se halla el hepatopáncrea, gónadas, aparato digestivo, nefridios y la cavidad pericardial.

- El manto el cual es la membrana que cubre la mitad anterior del cuerpo del animal de color cremosos claro.

- El rostro en el cual se observan dos apéndices tentaculiformes denominados palpos labiales, un par de tentáculos largos, los ojos se localizan en la base de los tentáculos y dos lóbulos bucales plegados conformando el canal dorsal, El canal del lóbulo nucal izquierdo puede cerrarse al unir los bordes para constituir el sifón que lleva aire al pulmón.

## Biología y ecología
El hábitat donde desarrolla la vida Pomacea dolioides es una zona de condiciones extremas caracterizada por altas temperaturas durante todo el año, siendo prácticamente la única variante son las precipitaciones estacionales; a diferencia de las zonas templada donde existen cuatro estaciones bien diferenciadas en esta regiones tropicales del norte de Sur América solo existen dos estaciones una estación lluviosa que se inicia en los primeros días de mes de mayo y se prolonga hasta primeros días del noviembre y a la cual se le denomina “invierno” y en la cual ocurren grandes inundaciones como consecuencia del desbordamiento de los cuerpos de agua. La segunda estación que se observa en esta región es la estación seca denominada “verano” y la cual inicia los primeros días del mes noviembre hasta finales del mes abril. Este verano se caracteriza por el retiro de las aguas a sus cauces naturales al punto de que la mayoría se secan producto de la elevada evaporación y causando una desecación extrema en el ambiente.
Las especies del género Pomacea que habitan estas regiones han desarrollado un doble sistema de respiración, con un ctenido o pectinibranquia localizada en el lado derecho del cuerpo la cual utilizan para respirar cuando se hallan en el agua, sumergidos o flotando, y un pulmón en el lado izquierdo que permite la respiración aérea, aumentan así su capacidad de desplazamiento.
Durante el tiempo de la estación lluviosa las Pomacea dolioides salen de su sueño estival y se tornan activas, durante este tiempo se alimenta de plantas acuáticas y ribereñas entre las que cabe citar la bora o lirio de agua (Eichornia crassipes) y el repollo de agua (Pistia stratiotis). Al ser herbívoros esto caracoles pueden ser considerados como plagas en los sembradíos de arroz. Durante este período también se produce la cópula (existen sexos separados en Pomacea dolioides) la cual se lleva a cabo en la superficie del agua en la vegetación flotante, al poco tiempo de efectuada la cópula se produce la ovoposición la cual consiste en producción de las ovicápsulas que se agrupan en masas huevos de número y forma variable, el número de individuos eclosionados de dichas masas registrado oscila entre los cuatrocientos y los mil doscientos. Los huevos dentro de las ovimasa son calcificados de color blanquecino y de forma tamaños variables. 
Al igual que muchas especies de la familia Ampullariidae al llegar la estación seca Pomacea dolioides se entierra y se encierra dentro de su concha y comienza el proceso de estivación, siendo este proceso una de las adaptaciones que han desarrollado esta especie para sobrevivir a las condiciones adversas que ocurren durante la estación seca. 
En este ambiente Pomacea dolioides cohabita con otras especies del género de la familia Ampullariidae como son: Marisa cornuarietis, Pomacea urceus, Pomacea lineata, Pomacea glauca. Es depredada Pomacea dolioides primordialmente por aves silvestres como el carrao (Aramos guarauna) y el gavilán caracolero (Rhostramus sociabilis). Por otra parte diversos autores señalan que esta especie constituye un importante recurso alimenticio en las sabanas del Norte de Sur América para una gran diversidad de vertebrados entre los que se incluyen peces, tortugas, caimanes, cocodrilos y aves.

## Distribución
Pomacea dolioides es propio de Sudamérica, principalmente de áreas de sabanas del norte de subcontinente. En la literatura especializada se le encuentra reportada para Colombia, Venezuela, Guyana, Surinam, Guayana Francesa y Brasil. 